# کامینیتس
کامینیتس (به لاتین: Kamyenyets) یک منطقهٔ مسکونی در بلاروس است که در منطقه بریست واقع شده‌است. کامینیتس ۸٬۴۲۵ نفر جمعیت دارد.